# Ladislav Nosák

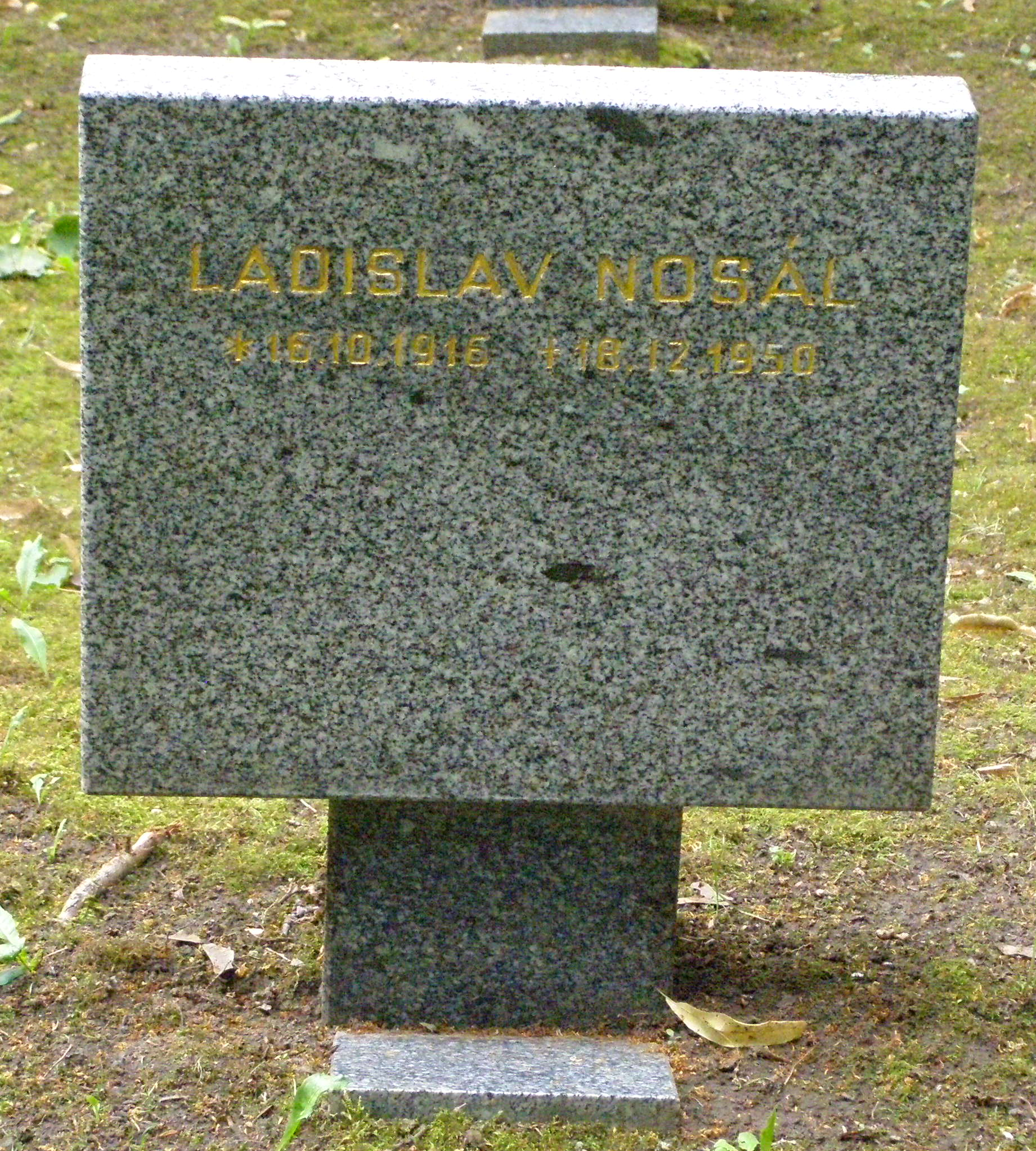
Symbolický hrob na Čestném pohřebišti popravených a umučených z padesátých let (III. odboj) na Ďáblickém hřbitově v Praze

Ladislav Nosák (16. října 1916 Kamenná Poruba – 18. prosince 1950 Brno) byl slovenský voják, policista, protinacistický a protikomunistický odbojář odsouzený komunistickým režimem k trestu smrti a v roce 1950 popraven.

## Životopis
Narodil se v roce 1916 v Kamenné Porubě.
V květnu 1944 se stal členem partizánské skupiny Viliama Žingora. Poté spoluzakládal a stal se náčelníkem štábu 2. partyzánské brigády Milana Rastislava Štefánika. Účastnil se Slovenského národního povstání. Po jeho konci pomáhal organizovat odchod partyzánů do hor. V prosinci 1944 navázal spolupráci s partyzánskou brigádou Boženko, přičemž o měsíc později se navrátil ke členství ve své původní partyzánské brigádě. V únoru 1945 se stal velitelem partyzánského oddílu Fatranský kriváň, se kterým působil na severním Slovensku. V březnu 1945 byl jmenován poručíkem. Na začátku dubna 1945 se podílel na osvobozování Turan. V květnu 1945 se poté stal nadporučíkem.
Po konci války získal Nosák za své počínání v bojích několik vyznamenání. Stal se zároveň zástupcem oblastního náčelníka Sboru národní bezpečnosti v Žilině. Vstoupil rovněž do KSČ, ze které ale posléze vystoupil a po únorovém převratu kritizoval politické poměry v zemi. Zastával názor, že Slovenský svaz partyzánů měl zůstat apolitický, tedy bez vlivu Komunistické strany. V rámci diskreditační a provokační akce StB byl poté zatčen. Po zatčení byl krutě mučen za účelem vynucení přiznání k údajné činnosti v rozsáhlém protistátním spiknutí.
V roce 1950 byl obviněn z přípravy opětovného nastolení kapitalismu v zemi. V politickém procesu byl v říjnu 1950 za trestné činy velezrady a vyzvědačství odsouzen k trestu smrti a v prosinci 1950 popraven.
Rehabilitován byl po událostech Pražského jara v roce 1969. V roce 1994 byl posmrtně povýšen do hodnosti generála. Náhrobek s jeho jménem je umístěn na bratislavském Hřbitově Slávičie údolie.